# دست ئی‌اف
دست ئی‌اف (انگلیسی: EF hand) یک دومین ساختاری مارپیچ-حلقه-مارپیچ یا یک موتیف است که در دستهٔ بزرگی از خانواده‌های پروتئینی متصل‌شونده به کلسیم یافت می‌شود.
موتیف دست ئی‌اف، یک توپولوژی مارپیچ-حلقه-مارپیچ دارد و شبیه انگشت‌های شست و اشارهٔ باز شده در دست انسان است و یون‌های کلسیم با پیوند داتیو در درون حلقه به سوبسترا می‌چسبد.
این موتیف نام خود را، از یک سنت نامگذاری می‌گیرد که برای توصیف پروتئین پاروالبومین به کار می‌رفت و حاوی سه موتیف اینچنینی است و احتمالاً با وصل شدن به کلسیم، در شل‌شدگی ماهیچه‌ها نقش دارد.
دست ئی‌اف از ۲ مارپیچ آلفا تشکیل شده‌است که توسط یک ناحیهٔ حلقه‌ای کوچک (حاوی ۱۲ اسید آمینه) به هم وصل می‌شوند و معمولاً به یون‌های کلسیم اتصال می‌یابند. دست ئی‌اف در دومین ساختاری پروتئین پیام‌رسانی سلولی «کالمودولین» و پروتئین ماهیچه‌ای تروپونین سی نیز یافت می‌شود.

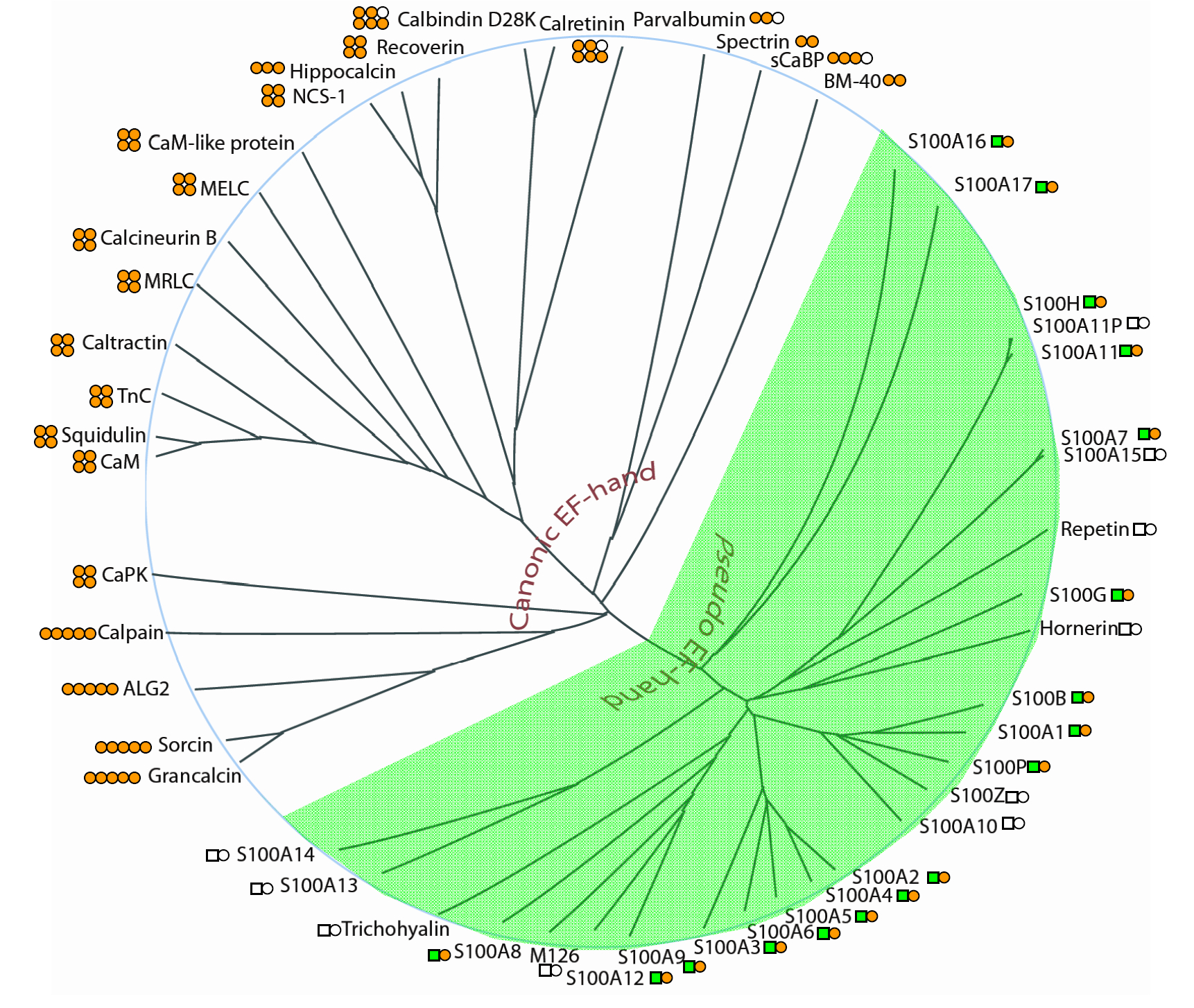
درخت تبارزایی برای خانوادهٔ پروتئین‌های دست ئی‌اف

## طبقه‌بندی
از زمان توصیف اولیهٔ این موتیف در سال ۱۹۷۳ میلادی تا کنون، خانوادهٔ موتیف‌های دست ئی‌اف گسترش زیادی یافته است و همینک ۶۶ زیرخانواده دارد. موتیف‌های دست ئی‌اف به ۲ دستهٔ اصلی تقسیم می شوند:
- دست‌های ئی‌اف کانونی: در «کالمودولین» (CaM) و یک پروتئین شبه کالمودولینی در پروکاریوت‌ها به نام «کالریترین» سافت می‌شود. حلقهٔ ۱۲ ریشه‌ای کانونی دست ئی‌اف، از طریق زنجیره‌های جانبی کربوکسیلات یا کربونیل به یون کلسیم متصل می‌شوند (جایگاه‌های توالی حلقه‌ای ۱، ۳، ۵، ۱۲). ریشه موجود در محور افقی (X–) با استفاده از یک پل ارتباطی مولکول آب، با یون کلسیم پیوند می‌یابد. حلقهٔ دست ئی‌اف در محور Z یک لیگاند دو دندانه‌ای (اسید گلوتامیک یا اسید آسپارتیک) دارد.
- دست‌های ئی‌اف کاذب: به‌طور انحصاری در ریشهٔ آمینی پروتئین‌های اس ۱۰۰ و شبه اس ۱۰۰ یافت می‌شود. حلقهٔ ۱۴ ریشه‌ای دست‌های ئی‌اف کاذب از طریق ستون‌های کربونیل (جایگاه‌های ۱، ۴، ۶، ۹) به یون‌های کلسیم چنگاله (کی‌لیت) می‌شوند.

## برای مطالعهٔ بیشتر
- Branden C, Tooze J (1999). "Chapter 2: Motifs of protein structure". Introduction to Protein Structure. New York: Garland Pub. pp. 24–25. ISBN 0-8153-2305-0.
- Nakayama S, Kretsinger RH (1994). "Evolution of the EF-hand family of proteins". Annu Rev Biophys Biomol Struct. 23: 473–507. doi:10.1146/annurev.bb.23.060194.002353. PMID 7919790.
- Zhou Y, Yang W, Kirberger M, Lee HW, Ayalasomayajula G, Yang JJ (November 2006). "Prediction of EF-hand calcium-binding proteins and analysis of bacterial EF-hand proteins". Proteins. 65 (3): 643–55. doi:10.1002/prot.21139. PMID 16981205.
- Zhou Y, Frey TK, Yang JJ (July 2009). "Viral calciomics: interplays between Ca2+ and virus". Cell Calcium. 46 (1): 1–17. doi:10.1016/j.ceca.2009.05.005. PMC 3449087. PMID 19535138.
- Nakayama S, Moncrief ND, Kretsinger RH (May 1992). "Evolution of EF-hand calcium-modulated proteins. II. Domains of several subfamilies have diverse evolutionary histories". J. Mol. Evol. 34 (5): 416–48. doi:10.1007/BF00162998. PMID 1602495.
- Hogue CW, MacManus JP, Banville D, Szabo AG (July 1992). "Comparison of terbium (III) luminescence enhancement in mutants of EF hand calcium binding proteins". J. Biol. Chem. 267 (19): 13340–7. PMID 1618836.
- Bairoch A, Cox JA (September 1990). "EF-hand motifs in inositol phospholipid-specific phospholipase C". FEBS Lett. 269 (2): 454–6. doi:10.1016/0014-5793(90)81214-9. PMID 2401372.
- Finn BE, Forsén S (January 1995). "The evolving model of calmodulin structure, function and activation". Structure. 3 (1): 7–11. doi:10.1016/S0969-2126(01)00130-7. PMID 7743133.
- Stathopulos PB, Zheng L, Li GY, Plevin MJ, Ikura M (October 2008). "Structural and mechanistic insights into STIM1-mediated initiation of store-operated calcium entry". Cell. 135 (1): 110–22. doi:10.1016/j.cell.2008.08.006. PMID 18854159.
- Nelson MR, Thulin E, Fagan PA, Forsén S, Chazin WJ (February 2002). "The EF-hand domain: a globally cooperative structural unit". Protein Sci. 11 (2): 198–205. doi:10.1110/ps.33302. PMC 2373453. PMID 11790829.